# Espelkamp
Espelkamp település Németországban, azon belül Észak-Rajna-Vesztfália tartományban. Lakosainak száma 25 294 fő (2023. december 31.). Espelkamp Rahden, Hille, Lübbecke, Preußisch Oldendorf és Stemwede községekkel határos.

## Népesség
A település népességének változása:
| Lakosok száma | 22 670 | 24 809 | 24 685 | 24 754 | 25 174 | 25 294 |
|               | 1975   | 2017   | 2019   | 2021   | 2022   | 2023   |